# Donald R. McMonagle
Donald Ray McMonagle (* 14. Mai 1952 in Flint, Bundesstaat Michigan, USA) ist ein ehemaliger US-amerikanischer Astronaut.
McMonagle erhielt 1974 einen Bachelor in Raumfahrttechnik von der United States Air Force Academy und 1985 einen Master in Maschinenbau von der California State University, Fresno. 2003 erhielt er einen Master of Business Administration von der University of Michigan Ross School of Business.
1975 erhielt McMonagle bei der United States Air Force seinen Pilotenschein. 1976 war er ein Jahr auf der Kunsan Air Base in Südkorea stationiert. 1979 arbeitete er als Pilotenausbilder auf der Luke Air Force Base in Arizona. 1981 absolvierte er auf der Edwards Air Force Base die Ausbildung zum Testpiloten und wurde anschließend bis 1986 als Testpilot eingesetzt.

## Astronautentätigkeit
Nach einer vergeblichen Bewerbung für die elfte Astronautengruppe wurde McMonagle im Juni 1987 von der NASA als Astronautenanwärter mit der zwölften NASA-Gruppe ausgewählt und als Pilot ausgebildet. Im Januar 1996 wurde er mit dem Aufbau eines Projektbüros für Außenbordeinsätze betraut. Im August 1997 wurde er Manager des Bereichs Launch Integration am Kennedy Space Center (KSC). In dieser Funktion war er zuständig für die Startvorbereitungen der Space Shuttles, die Durchführung der Starts und die Rückkehr der Raumfähren, falls sie an einem anderen Ort als dem KSC landeten. Er war Leiter des Mission-Management-Teams und traf als solcher die letzte Entscheidung über den Start der Space Shuttles.

### STS-39
Obwohl McMonagle seine Astronautenausbildung als Shuttle-Pilot absolviert hatte, erhielt er seine erste Flugzuteilung als Missionsspezialist. Am 28. April 1991 startete er mit der Raumfähre Discovery ins All. STS-39 war die erste nicht-geheime Shuttle Mission des US-Verteidigungsministeriums. Bei dieser Mission wurde lediglich das MPEC-Experiment als geheim eingestuft. Des Weiteren wurden die südlichen Polarlichter untersucht, verschiedene Experimente durchgeführt und mehrere kleine Satelliten ausgesetzt.

### STS-54
Mit der Raumfähre Endeavour startete McMonagle als Pilot am 13. Januar 1993 zur Mission STS-54. Hauptziele dieser Mission waren das Aussetzen des 200 Millionen Dollar teuren Tracking and Data Relay Satellite (TDRS-F) und Versuche zur Röntgenastronomie mit dem Diffuse X-ray Spectrometer (DXS).

### STS-66
Am 3. November 1994 startete McMonagle als Kommandant der Raumfähre Atlantis zur ATLAS-3-Mission (Atmospheric Laboratory for Applications and Science). Bei dieser Spacelab-Mission nahmen sieben Experimente, die bereits auf den vorangegangenen ATLAS-Missionen ihre Arbeit getan hatten, den solaren Energieausstoß und den Chemiehaushalt der Erdatmosphäre unter die Lupe. Bei dem Flug wurde auch für mehrere Tage der deutsche Träger SPAS ausgesetzt, der mit seinen zwei Geräten ebenfalls im Auftrag von ATLAS unterwegs war. Eines dieser Experimente stammte ebenfalls aus Deutschland – CRISTA (CRyogenic Infrared Spectrometers and Telescopes for the Atmosphere).

## Nach der NASA
Im Juni 2006 wechselte er zur Firma Raytheon nach Tucson, Arizona.

## Privates
Donald McMonagle ist verheiratet und hat zwei Kinder.